# Heal the World
Heal the World je píseň, kterou nahrál americký zpěvák Michael Jackson. Patří do jeho osmého studiového alba Dangerous (1991). Vyšla 23. listopadu 1992 u Epic Records jako šestý singl z alba.
Jedná se o protiválečnou píseň a ukazuje Jacksonovo přání, aby se svět stal lepším místem.  Videoklip k písni režíroval Joe Pytka.
V roce 2001 v internetovém chatu s fanoušky Jackson řekl, že „Heal the World“ je píseň, na níž byl nejvíce hrdý. Vytvořil také nadaci Heal the World Foundation – charitativní organizaci s cílem zlepšit životy dětí. Organizace by měla také naučit děti, jak pomáhat druhým. Tento koncept „zlepšení pro všechny“ by se stal středobodem Dangerous World Tour. V dokumentu Living with Michael Jackson řekl, že píseň složil v "Giving Tree" na ranči Neverland.
Souborové představení „We Are the World“ a „Heal the World“ uzavřelo Jacksonovu vzpomínkovou bohoslužbu ve Staples Center v Los Angeles dne 7. července 2009. R&B zpěvačka Ciara zazpívala tuto píseň jako poctu Jacksonovi na předávání cen BET Awards 2009.
Píseň byla hrána na pohřbu Jamese Bulgera  a Jackson ji také daroval, aby mohla být použita jako hymna pro James Bulger Red Balloon Centre – školu, kam mohou děti chodit, jsou-li šikanovány či mají-li problémy s učením. 